# Доњоврбавски мајдани камена
Доњоврбавски мајдани камена налазе се у засеоку Мокро поље, на северним падинама планине Јешевац, општина Горњи Милановац.

## Својства камена
Кварцлатит је камен сиве боје и изразито порфирске структуре. Тешко се обрађује, па се данас углавном користи за насипање путева.

### Употреба
У прошлости, камен из доњоврбавских мајдана коришћен је за различите грађевинске намене. Велику примену имао је у изради надгробних споменика гружанског краја. Осим што је подесан за урезивање слова и плићих геометријских мотива, овај камен је тежак за финију обраду и комплексније ликовне представе.